# Ekateríni Pavlídou
Ekateríni Pavlídou, (en grec moderne : Αικατερίνη Παυλίδου), née le 3 avril 1993, est une joueuse d'échecs grecque qui détient le titre de maître international féminin (MIF, 2010). Elle a été quatre fois championne de Grèce d'échecs (2012, 2013, 2015 et 2017).